# 34499 Yusukesakai
34499 Yusukesakai è un asteroide della fascia principale. Scoperto nel 2000, presenta un'orbita caratterizzata da un semiasse maggiore pari a 3,0484611 au e da un'eccentricità di 0,1207375, inclinata di 8,88465° rispetto all'eclittica.